# Französische Rugby-Union-Meisterschaft 1967/68
Die Saison 1967/68 war die 69. Austragung der französischen Rugby-Union-Meisterschaft (französisch Championnat de France de rugby à XV). Sie umfasste 64 Mannschaften in der ersten Division (heutige Top 14).
Die Meisterschaft begann mit der Gruppenphase, bei der in acht Gruppen je acht Mannschaften gegeneinander antraten. Die Erst- bis Viertplatzierten jeder Gruppe zogen in die Finalphase ein, während die Achtplatzierten in die zweite Division absteigen mussten. Es folgten Sechzehntel-, Achtel-, Viertel- und Halbfinale. Im Endspiel, das am 16. Juni 1968 im Stadium Municipal in Toulouse stattfand, trafen die zwei Halbfinalsieger aufeinander und spielten um den Bouclier de Brennus. Dabei setzte sich der FC Lourdes gegen den RC Toulon durch und errang zum achten Mal den Meistertitel.

## Gruppenphase
|    | Team             | Siege | Unent. | Ndlg. | Spiel- punkte | Diff. | Tabellen- punkte |
| -- | ---------------- | ----- | ------ | ----- | ------------- | ----- | ---------------- |
| 1. | US Montauban     | 10    | 1      | 3     | 244:104       | + 140 | 35               |
| 2. | SC Tulle         | 9     | 1      | 4     | 153:112       | + 41  | 33               |
| 3. | US Quillan       | 8     | 0      | 6     | 163:99        | + 64  | 30               |
| 4. | Aviron Bayonnais | 7     | 2      | 5     | 139:117       | + 22  | 30               |
| 5. | US Bressane      | 6     | 1      | 7     | 83:115        | − 32  | 27               |
| 6. | SO Chambéry      | 4     | 2      | 8     | 70:166        | − 96  | 24               |
| 7. | US Foix          | 4     | 1      | 9     | 101:152       | − 51  | 23               |
| 8. | GS Figeac        | 4     | 0      | 10    | 111:199       | − 88  | 22               |

|    | Team            | Siege | Unent. | Ndlg. | Spiel- punkte | Diff. | Tabellen- punkte |
| -- | --------------- | ----- | ------ | ----- | ------------- | ----- | ---------------- |
| 1. | AS Montferrand  | 8     | 2      | 4     | 112:94        | + 18  | 32               |
| 2. | RC Vichy        | 8     | 1      | 5     | 138:110       | + 28  | 31               |
| 3. | CA Bègles       | 7     | 1      | 6     | 152:102       | + 50  | 29               |
| 4. | Section Paloise | 6     | 3      | 5     | 120:113       | + 7   | 29               |
| 5. | CA Périgueux    | 7     | 0      | 7     | 153:135       | + 18  | 28               |
| 6. | SC Albi         | 5     | 2      | 7     | 96:152        | − 56  | 26               |
| 7. | CS Vienne       | 5     | 1      | 8     | 142:166       | − 24  | 25               |
| 8. | Saint-Girons SC | 4     | 2      | 8     | 77:118        | − 41  | 24               |

|    | Team                  | Siege | Unent. | Ndlg. | Spiel- punkte | Diff. | Tabellen- punkte |
| -- | --------------------- | ----- | ------ | ----- | ------------- | ----- | ---------------- |
| 1. | SC Graulhet           | 12    | 0      | 2     | 189:79        | + 110 | 38               |
| 2. | RC Toulon             | 11    | 0      | 3     | 247:105       | + 142 | 36               |
| 3. | FC Grenoble           | 9     | 2      | 3     | 204:120       | + 84  | 34               |
| 4. | SA Condom             | 6     | 1      | 7     | 104:139       | − 35  | 27               |
| 5. | Biarritz Olympique    | 6     | 0      | 8     | 114:149       | − 35  | 26               |
| 6. | Racing Club de France | 4     | 2      | 8     | 156:162       | − 6   | 24               |
| 7. | USA Limoges           | 4     | 0      | 10    | 96:229        | − 133 | 22               |
| 8. | Stade Bordelais       | 1     | 1      | 12    | 88:215        | − 127 | 17               |

|    | Team                      | Siege | Unent. | Ndlg. | Spiel- punkte | Diff. | Tabellen- punkte |
| -- | ------------------------- | ----- | ------ | ----- | ------------- | ----- | ---------------- |
| 1. | Stade Toulousain          | 9     | 2      | 3     | 151:93        | + 58  | 34               |
| 2. | US Dax                    | 9     | 0      | 5     | 131:95        | + 36  | 32               |
| 3. | Stade Rochelais           | 6     | 2      | 6     | 115:102       | + 13  | 28               |
| 4. | Valence Sportif           | 7     | 0      | 7     | 97:87         | + 10  | 28               |
| 5. | FC Saint-Claude           | 5     | 3      | 6     | 108:126       | − 18  | 27               |
| 6. | US Cognac                 | 6     | 0      | 8     | 129:115       | + 14  | 26               |
| 7. | SC Mazamet                | 5     | 2      | 7     | 101:127       | − 26  | 26               |
| 8. | ES Avignon Saint-Saturnin | 4     | 1      | 9     | 111:198       | − 87  | 23               |

|    | Team               | Siege | Unent. | Ndlg. | Spiel- punkte | Diff. | Tabellen- punkte |
| -- | ------------------ | ----- | ------ | ----- | ------------- | ----- | ---------------- |
| 1. | AS Béziers         | 11    | 1      | 2     | 228:74        | + 154 | 37               |
| 2. | CA Brive           | 9     | 2      | 3     | 242:115       | + 127 | 34               |
| 3. | Stadoceste Tarbais | 8     | 0      | 6     | 185:88        | + 97  | 30               |
| 4. | US Carmaux         | 7     | 1      | 6     | 145:150       | − 5   | 29               |
| 5. | CA Castelsarrasin  | 6     | 2      | 6     | 98:110        | − 12  | 28               |
| 6. | Lyon OU            | 4     | 1      | 9     | 90:232        | − 142 | 23               |
| 7. | RC Chalon          | 4     | 0      | 10    | 101:171       | − 70  | 22               |
| 8. | AS Saint-Junien    | 3     | 1      | 10    | 55:204        | − 149 | 21               |

|    | Team                  | Siege | Unent. | Ndlg. | Spiel- punkte | Diff. | Tabellen- punkte |
| -- | --------------------- | ----- | ------ | ----- | ------------- | ----- | ---------------- |
| 1. | Stade Montois         | 8     | 2      | 4     | 176:110       | + 66  | 32               |
| 2. | La Voulte Sportif     | 8     | 1      | 5     | 181:144       | + 37  | 31               |
| 3. | TOEC                  | 8     | 0      | 6     | 99:100        | − 1   | 30               |
| 4. | Stade Dijonnais       | 7     | 1      | 6     | 92:100        | − 8   | 29               |
| 5. | Stade Aurillacois     | 6     | 2      | 6     | 119:111       | + 8   | 28               |
| 6. | Stade Beaumontois     | 6     | 0      | 8     | 93:138        | − 45  | 26               |
| 7. | Paris Université Club | 5     | 0      | 9     | 124:145       | − 21  | 24               |
| 8. | US Oyonnax            | 4     | 2      | 6     | 76:112        | − 36  | 24               |

|    | Team                | Siege | Unent. | Ndlg. | Spiel- punkte | Diff. | Tabellen- punkte |
| -- | ------------------- | ----- | ------ | ----- | ------------- | ----- | ---------------- |
| 1. | RC Narbonne         | 11    | 1      | 2     | 195:108       | + 87  | 37               |
| 2. | SC Angoulême        | 7     | 4      | 3     | 92:91         | + 1   | 32               |
| 3. | FC Auch             | 7     | 2      | 5     | 135:105       | + 30  | 30               |
| 4. | FC Oloron           | 6     | 3      | 5     | 126:104       | + 22  | 29               |
| 5. | USA Perpignan       | 6     | 1      | 7     | 143:131       | + 12  | 27               |
| 6. | Castres Olympique   | 5     | 0      | 9     | 78:90         | − 12  | 24               |
| 7. | Stade Montluçonnais | 3     | 3      | 8     | 54:147        | − 93  | 23               |
| 8. | CS Bourgoin-Jallieu | 3     | 2      | 9     | 82:129        | − 47  | 22               |

|    | Team           | Siege | Unent. | Ndlg. | Spiel- punkte | Diff. | Tabellen- punkte |
| -- | -------------- | ----- | ------ | ----- | ------------- | ----- | ---------------- |
| 1. | FC Lourdes     | 11    | 1      | 2     | 270:77        | + 193 | 37               |
| 2. | SU Agen        | 10    | 0      | 4     | 274:127       | + 147 | 34               |
| 3. | US Romans      | 8     | 0      | 6     | 119:131       | − 12  | 30               |
| 4. | CA Lannemezan  | 7     | 0      | 7     | 118:103       | + 15  | 28               |
| 5. | Cahors Rugby   | 6     | 0      | 8     | 117:149       | − 32  | 26               |
| 6. | US Tyrosse     | 5     | 1      | 8     | 124:131       | − 7   | 25               |
| 7. | SA Saint-Sever | 4     | 0      | 10    | 114:250       | − 136 | 22               |
| 8. | US Carcassonne | 4     | 0      | 10    | 87:255        | − 168 | 22               |

## Finalphase

### 1/16-Finale
| Datum         | Begegnung                         | Ergebnis |
| ------------- | --------------------------------- | -------- |
| 31. März 1968 | FC Grenoble – RC Vichy            | 11:06    |
| 31. März 1968 | SC Graulhet – SA Condom           | 11:0     |
| 31. März 1968 | RC Toulon – Stade Rochelais       | 12:06    |
| 31. März 1968 | Aviron Bayonnais – AS Montferran  | 10:08    |
| 31. März 1968 | RC Narbonne – FC Oloron           | 06:03    |
| 31. März 1968 | US Dax – FC Auch                  | 17:09    |
| 31. März 1968 | US Montauban – Stade Dijonnais    | 09:06    |
| 31. März 1968 | US Romans – SC Tulle              | 14:09    |
| 31. März 1968 | FC Lourdes – Valence Sportif      | 19:05    |
| 31. März 1968 | La Voulte Sportif – US Quillan    | 15:06    |
| 31. März 1968 | Stade Montois – CA Bègles         | 16:08    |
| 31. März 1968 | Section Paloise – SU Agen         | 06:0     |
| 31. März 1968 | Stadoceste Tarbais – SC Angoulême | 14:06    |
| 31. März 1968 | AS Béziers – CA Lannemezan        | 00:0     |
| 31. März 1968 | CA Brive – TOEC                   | 11:03    |
| 31. März 1968 | Stade Toulousain – US Carmaux     | 14:12    |

### Achtelfinale
| Datum          | Begegnung                       | Ergebnis |
| -------------- | ------------------------------- | -------- |
| 14. April 1968 | FC Grenoble – SC Graulhet       | 14:03    |
| 14. April 1968 | RC Toulon – Aviron Bayonnais    | 20:13    |
| 14. April 1968 | RC Narbonne – US Dax            | 09:0     |
| 14. April 1968 | US Montauban – US Romans        | 11:06    |
| 14. April 1968 | FC Lourdes – La Voulte Sportif  | 47:09    |
| 14. April 1968 | Stade Montois – Section Paloise | 08:03    |
| 14. April 1968 | Stadoceste Tarbais – AS Béziers | 06:0     |
| 14. April 1968 | CA Brive – Stade Toulousain     | 22:09    |

### Viertelfinale
| Datum          | Begegnung                     | Ergebnis |
| -------------- | ----------------------------- | -------- |
| 28. April 1968 | FC Grenoble – RC Toulon       | 03:18    |
| 28. April 1968 | RC Narbonne – US Montauban    | 30:0     |
| 28. April 1968 | FC Lourdes – Stade Montois    | 09:03    |
| 28. April 1968 | Stadoceste Tarbais – CA Brive | 22:12    |

### Halbfinale
| Datum        | Begegnung                       | Ergebnis |
| ------------ | ------------------------------- | -------- |
| 18. Mai 1968 | RC Toulon – RC Narbonne         | 14:9     |
| 18. Mai 1968 | FC Lourdes – Stadoceste Tarbais | 15:6     |

### Finale
| 16. Juni 1968 | FC Lourdes                                     | 9 : 9 n. V.        | RC Toulon                                       | Stadium Municipal, Toulouse Zuschauer: 28.526 Schiedsrichter: Charles Durant |
| 16. Juni 1968 | Versuche: Latanne (2) Dropgoals: Gachassin (1) | (6:0, 6:6) Bericht | Straftritte: Labouré (2) Dropgoals: Labouré (1) | Stadium Municipal, Toulouse Zuschauer: 28.526 Schiedsrichter: Charles Durant |

Aufstellungen
FC Lourdes: Michel Arnaudet, Jean Bourdette, André Campaes, Guy Cazenave, Michel Crauste, Pierre Doumecq, Serge Dunet, Bertrand Fourcade, Jean Gachassin, Raymond Halçaren, Michel Hauser, Jean-Pierre Latanne, Jean-Pierre Massebœuf, Jean-Henri Mir, René Trucco
RC Toulon: Paul Bos, Jean-Pierre Carreras, Christian Carrère, Roger Fabien, Georges Fabre, Arnaldo Gruarin, Daniel Hache, André Herrero, Louis Irastorza, Bernard Labouré, Jean-Pierre Monnet, Basile Moraitis, Jean-Pierre Mouysset, Blaise Salvarelli, Noël Vadella
Wegen der Mai-Unruhen musste das Finale um drei Wochen verschoben werden. Am Ende der regulären Spielzeit stand es 6:6, nach der Verlängerung 9:9. Der FC Lourdes wurde zum Meister erklärt, da er zwei Versuche erzielt hatte und der RC Toulon keinen. Darüber hinaus war es nicht mehr möglich, ein Wiederholungsspiel anzusetzen, da die französische Nationalmannschaft kurz vor der Abreise zu einer Tour nach Neuseeland und Australien stand. Nach der heute üblichen Zählweise hätte der FC Lourdes das Spiel mit 13:9 gewonnen.